# گذار (شهر)
گذار (به ازبکی: G‘uzor) یک شهر در ازبکستان است که در شهرستان گذار در ولایت کشک‌دریا واقع شده‌است. گذار ۲۲٬۷۰۰ نفر جمعیت دارد. مردم این شهر اکثراً ازبک هستند و به زبان ازبکی سخن می‌گویند.